# Torre Mileto
Torre Mileto è la stazione balneare di San Nicandro Garganico in provincia di Foggia, situata sulla fascia costiera tra i laghi di Lesina e Varano.

## Denominazione
Il toponimo, che impropriamente identifica anche una parte dell'istmo che separa il Lago di Lesina dal mare, è riferito a una torre costiera di avvistamento e difesa, probabilmente una delle più grandi e antiche della costa adriatica, nonché il punto della terraferma più vicino in assoluto alle Isole Tremiti per la distanza di sole 11 miglia.
La zona circostante la torre è di notevole interesse archeologico e naturalistico, per la presenza di insediamenti che vanno dal Neolitico al Medioevo e grazie alle rigogliose forme di macchia mediterranea e ad una scogliera ricca di specie biomarine, di anfratti e di sorgenti d'acqua dolce.
La torre sorge su una breve penisola, al largo della quale i fondali marini ospitano il relitto di una marsiliana, la Poma Santa Maria, affondata in circostanze misteriose nel 1607 e sospettata di trasportare un carico illecito di armi, tra cui alcuni cannoni: di essi tre sono stati recuperati nel 1975 dalla Soprintendenza Archeologica della Puglia, in collaborazione con il Nucleo Sommozzatori dei Carabinieri di Taranto, e sono tuttora esposti all'esterno della torre.
L'area occidentale del promontorio di Torre Mileto è stata interessata da una campagna di scavi archeologici, tesi ad indagare circa la presenza sul sito di vari insediamenti protostorici.
Nell’agosto 2020 un quotidiano territoriale (riporta notizie dalla provincia) ha inserito Torre Mileto tra le cinque località più rilassanti della provincia di Foggia.

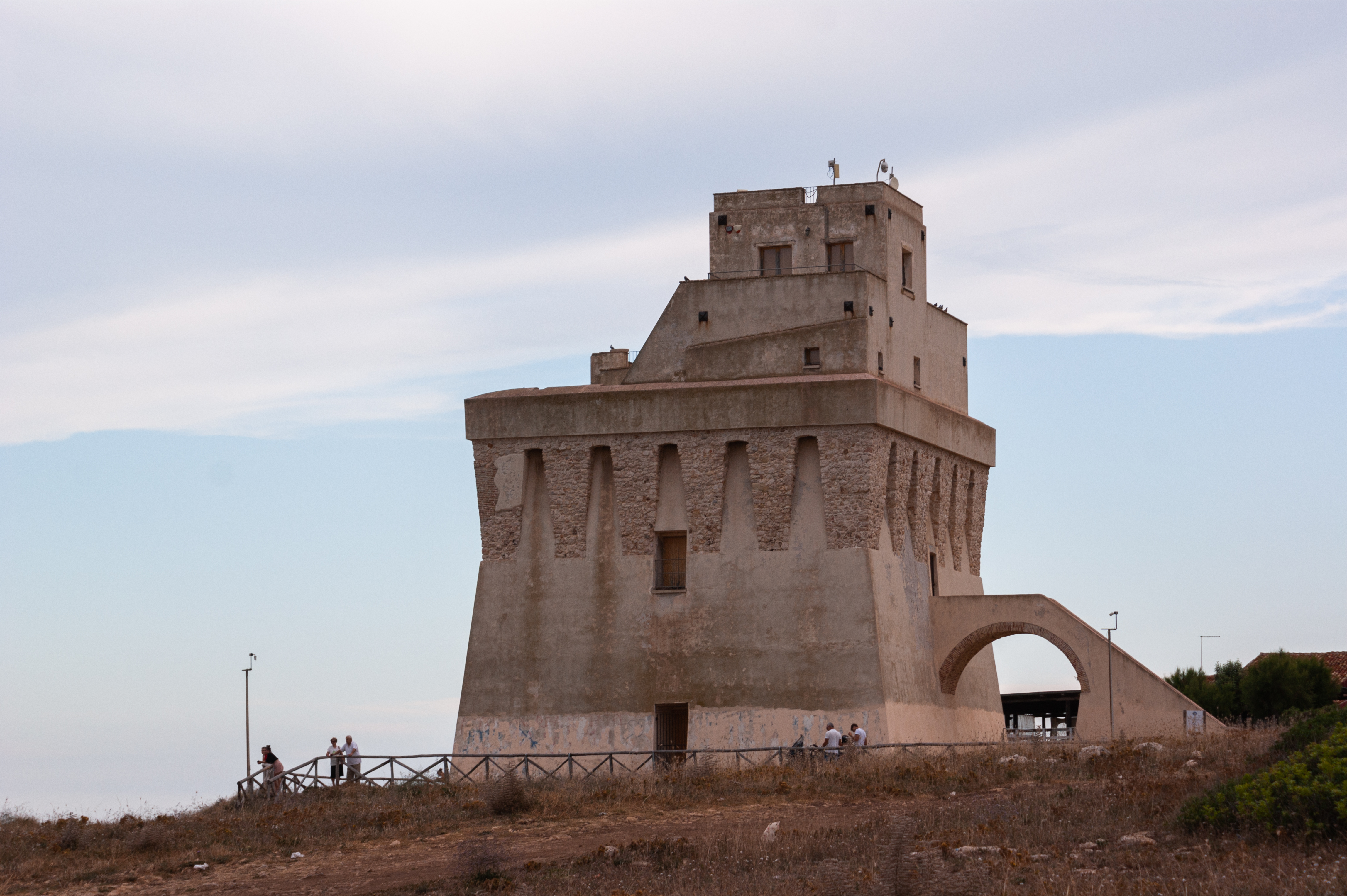
In primo piano la torre, nello sfondo una particolare sfumatura del cielo.
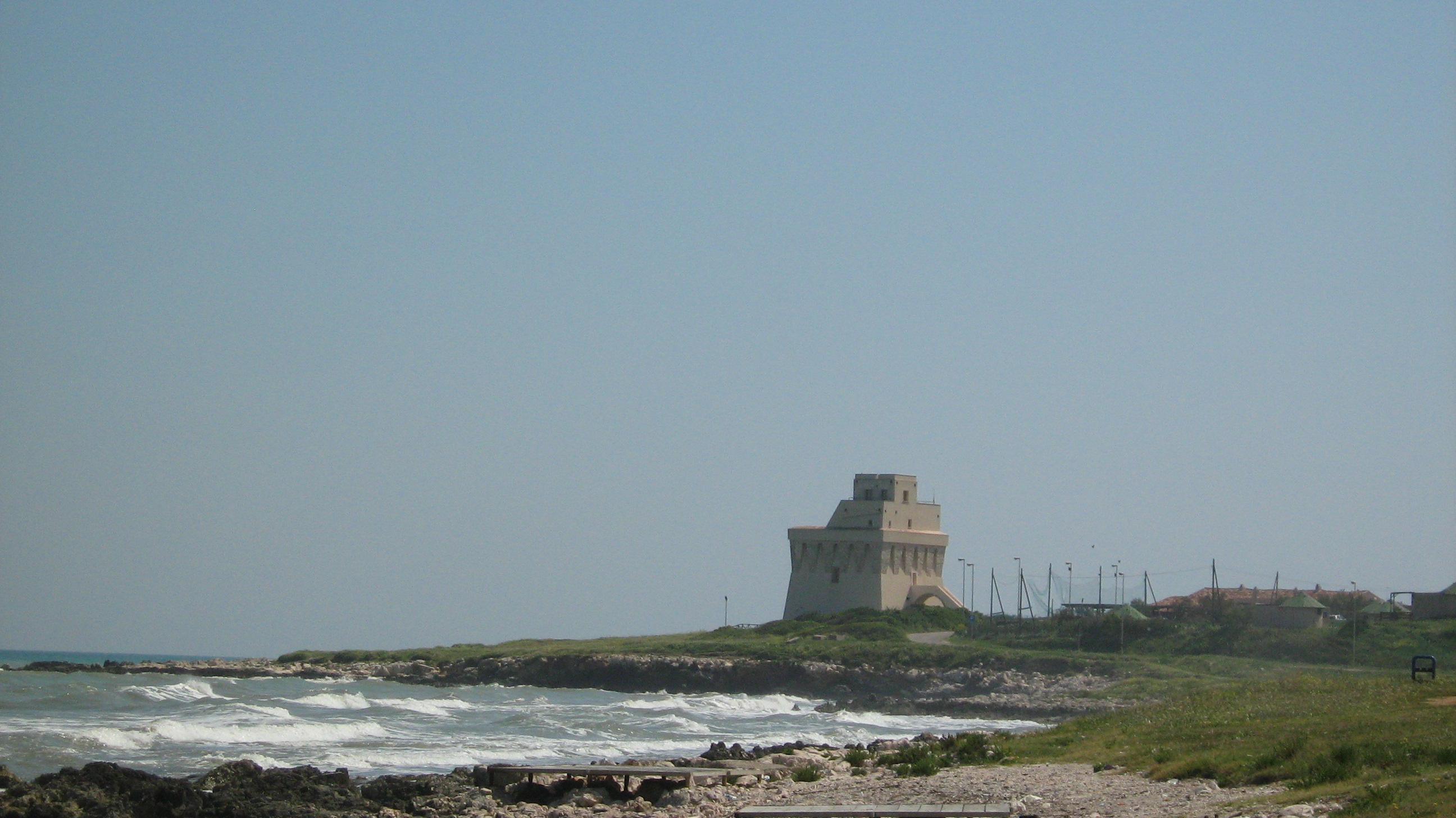
La scogliera occidentale con la torre.
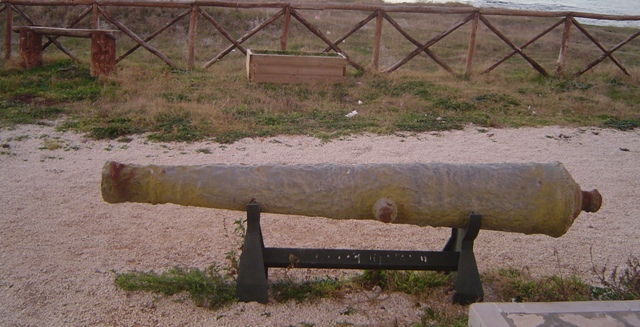
Uno dei cannoni attribuiti alla Poma S. Maria.
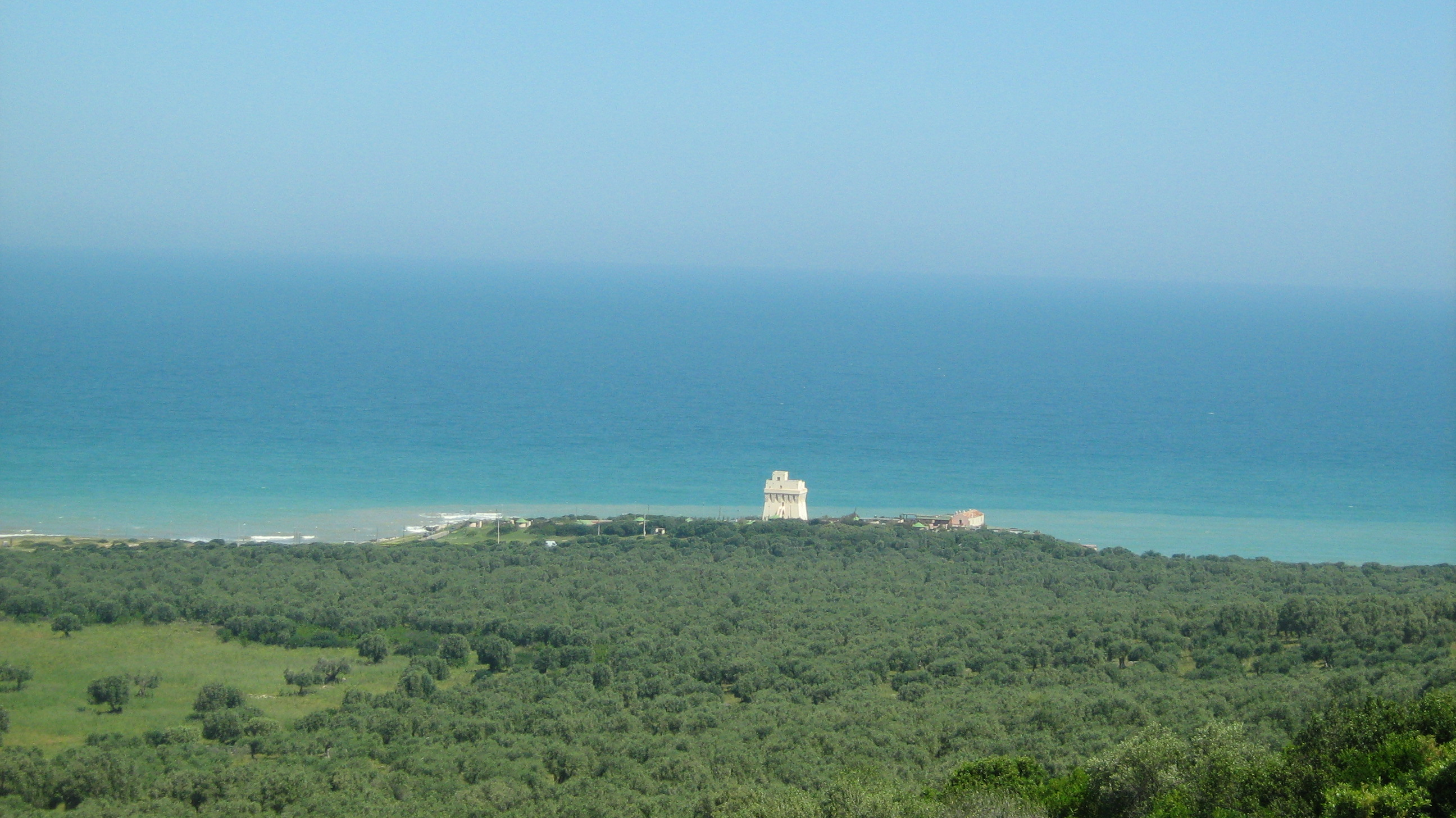
La torre, tra il verde lussureggiante del Gargano e l'azzurro limpido dell'Adriatico.
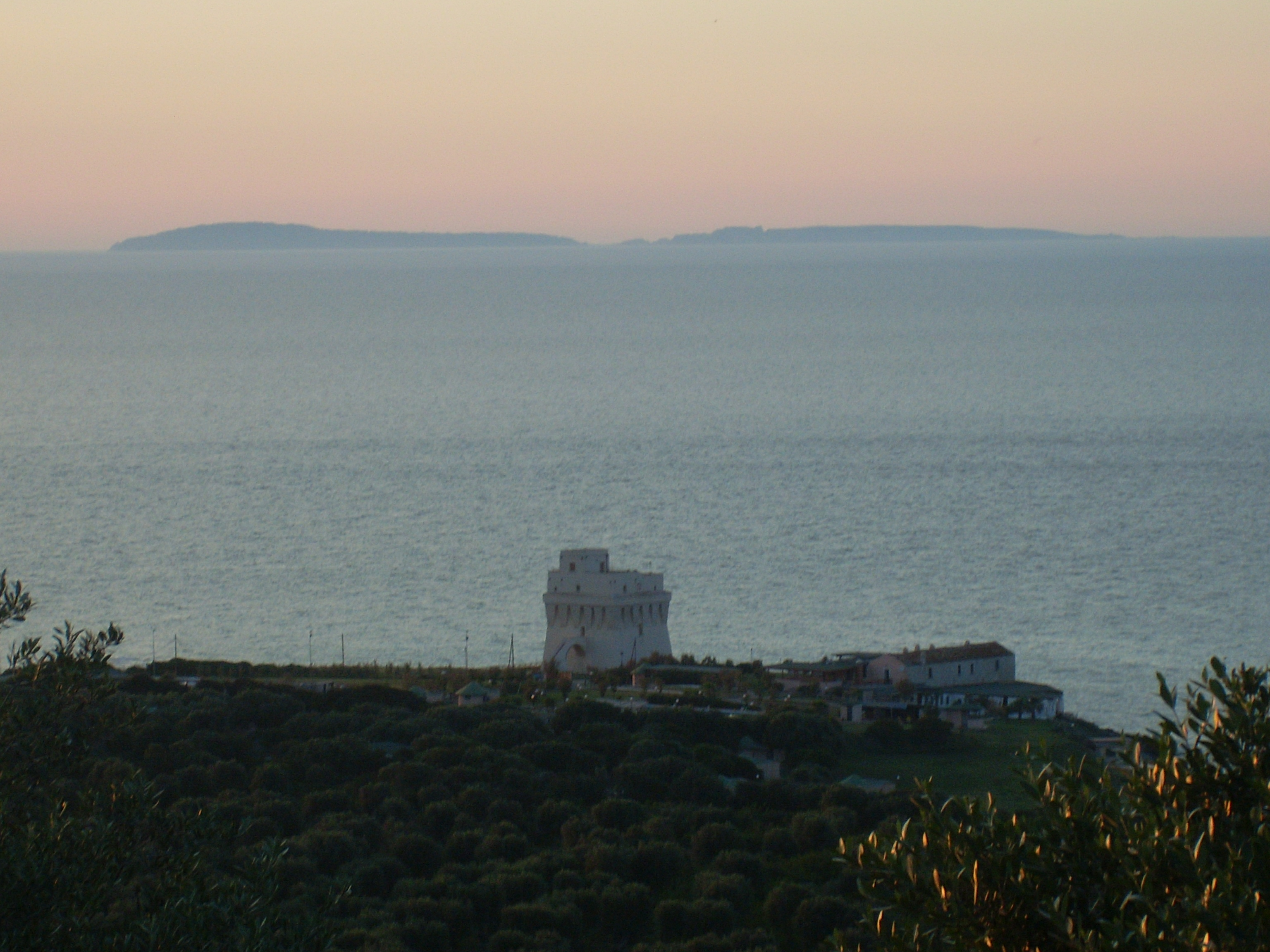
Torre Mileto e, all'orizzonte, le Isole Tremiti.

## La torre
Probabilmente è di origine aragonese, si fa riferimento alla Torre già dal XIII secolo, quando un mandato di Carlo II d'Angiò re di Napoli, datato 22 marzo 1284, ingiungeva alla "Università" di San Nicandro Garganico di porre la guardia nelle torri marittime per vigilare sulle continue incursioni nemiche dal mare. La denominazione originaria, tuttora conservata nel volgo locale, pare fosse Maletta, sicuramente in riferimento a Manfredi Maletta, camerario del Regno di Sicilia nella seconda metà del Duecento.
Il toponimo sarebbe stato successivamente corrotto in Miletti e infine "abbellito" dalla vena classicista del neoclassico, per cui divenne Mileto.
La sua struttura è a base quadrangolare, con i lati disposti in ordine ai punti cardinali. Sul lato Sud vi è una scalinata rampante costruita in un periodo più tardo per introdurre più agevolmente a quello che, verosimilmente, doveva essere l'unico accesso originario. La parte superiore, delimitata da una corona a cinque caditoie a scopo difensivo, ospita la "piazza d'armi", da cui è possibile scorgere tutte le altre torri costiere fino alla costa molisana. Nel periodo medievale la torre, verosimilmente diversa, era l'avanguardia settentrionale di un casale omonimo, nel quale ci perviene notizia di un arciprete che dipendeva dal vescovo di Manfredonia, distrutto da un attacco dei pirati saraceni nel 1245. L'attuale struttura è databile con certezza alla metà del XVI secolo, quando un mandato del viceré spagnolo Don Pedro di Toledo impose l'incremento e il rafforzamento dei presidi costieri e l'adeguamento strutturale delle torri già esistenti. Tra il XVII e il XVIII secolo la torre fu base stanziale di una piccola guarnigione di soldati, di numero variabile a seconda delle circostanze storiche: l'ultimo attacco documentato fu da parte dei turchi ottomani, nel 1649.
Verso la prima metà dell'Ottocento, la torre diviene base telegrafica per i contatti con le vicine Isole Tremiti, con annessa stazione meteorologica e semaforica collegata ad un porticciolo di IV classe ricavato nella baia ad Est. A questo periodo, con molta probabilità, risale un ulteriore innalzamento strutturale al di sopra della piazza d'armi, con la creazione di ulteriori ambienti e l'installazione di un braciere per le comunicazioni notturne. Intorno alla metà del Novecento diviene caserma della Guardia di Finanza, con annessa stazione radio e atterraggio elicottero sulla sommità: verso la metà degli anni settanta, la torre viene poi definitivamente abbandonata.
Un progetto reso esecutivo grazie a fondi P.O.R. del Parco Nazionale del Gargano, nel 2005 le ha restituito il debito decoro e la fruibilità. Attualmente la torre è di proprietà del comune di San Nicandro Garganico. È al momento accessibile nei periodi estivi, in attesa di lavori di manutenzione straordinaria.

## I trabucchi
Legata alla torre è anche la figura del trabucco: ve ne erano due, fino alla metà del XX secolo, sistemati sulla scogliera rispettivamente ad Ovest e a Nord-Est della torre.

Erano condotti da famiglie di "trabucchisti", che si tramandavano il mestiere.

Pare fossero molto pescosi e tra le specie ittiche primeggiavano soprattutto spigole e grossi cefali: per la presenza di sorgenti d'acqua dolce, questi pesci sono assidui frequentatori della zona.

Dei due trabucchi, successivamente abbandonati per l'estinzione dei trabucchisti, ci pervengono i resti delle palizzate ancora conficcati negli scogli.
Nel gennaio 2022 l’amministrazione comunale sannicandrese ha annunciato la ricostruzione di almeno uno dei due trabucchi in passato presenti a Torre Mileto.

## La "Fontanella"
Tra le centinaia di sorgenti d'acqua dolce dovute alla natura carsica del luogo, questa è la più caratteristica della scogliera di Torre Mileto. A meno di un chilometro dalla torre, verso Ovest, vi è un sito denominato in gergo locale "La Funtanèlla".

Si tratta del punto di affioramento di una grossa falda acquifera, che sbocca proprio tra gli scogli, nei pressi di una piccola spiaggetta.

Anticamente vi era un sistema di raccoglimento che permetteva di servirsi dell'acqua dolce scaturita dalla sorgente.

Ancora oggi, soprattutto dopo periodi di piogge abbondanti, è possibile vedere i rigagnoli d'acqua che fuoriescono dal terreno e si ricongiungono con il mare.